# Glibornuride
Glibornuride (INN) là một loại thuốc chống tiểu đường thuộc nhóm sulfonylureas. Nó được sản xuất bởi MEDA Pharma và được bán ở Thụy Sĩ dưới tên Glutril.

## Tổng hợp

Tổng hợp Glibornuride: Xem thêm: ; eidem, (cho Hoffmann-La Roche).

Gliburnide là một dẫn xuất endo-endo được làm từ camphor-3-carboxamode bằng cách khử borohydride (phương pháp exo), tiếp theo là sắp xếp lại Hofmann thành carbamate, sau đó là dịch chuyển với natri tosylamide.